# Étang d'Engrenier
L'étang d'Engrenier est une étendue d'eau saumâtre, situé à l'est de la commune de Fos-sur-Mer, à laquelle il est rattaché, dans le département des Bouches-du-Rhône.

## Géographie

### Topographie
Situé sur un terrain de la mollasse coquillière, sur les escarpements du bord de l'étang de Berre et sur les flancs des excavations, aux fonds desquelles sont situés l'étang d'Engrenier, l'étang de l'Olivier, l'étang de Lavalduc, l'étang de l'Estomac, l'étang du Pourra et l'étang de Rassuen, on peut observer la série des couches qui composent ce terrain, on peut voir sur plusieurs points la superposition aux argiles marneuses et macignos dépendant de la formation du terrain à lignite, d'origine éolienne. C'est entre Istres et Saint-Mitre que les bords de l'étang de Berre commencent à laisser apparaître le terrain à lignite qui incline vers le nord-ouest et qui par conséquent s'élève graduellement à mesure que l'on avance vers le sud. Aussi vers Saint-Mitre ce terrain est-il déjà fort élevé au-dessus du niveau de l'étang et la mollasse qui diminue peu à peu de puissance n'occupe plus que le sommet des collines, recouvertes de garrigues et de pinèdes.
Par suite de la direction suivant laquelle inclinent le terrain à lignite et la mollasse coquillière qui lui est superposée, le premier de ces terrains se montre, sur le bord des étangs à une hauteur qui va en décroissant à mesure que l'on avance vers le sud-ouest. Aussi voit-on ce terrain plonger dans les étangs d'Engrenier et de Lavalduc.
Situé au sud de l'étang de Lavalduc, avec lequel il communique par un canal et au sud-est de la forêt de Castillon et de l'oppidum de Saint-Blaise, il est à l'ouest de l'étang du Pourra, avec lequel il communique également par un canal. Au nord de Port-de-Bouc et à l'est de l'étang de l'Estomac.
Il fait partie des étangs salés des bassins fermés du département des Bouches-du-Rhône, se trouvant dans le voisinage de l'étang de Berre. Il est situé en dessous du niveau de la mer de 8,76 m selon la Statistique de 1821 Et à - 9 mètres le 22 mars 1984.
À l'époque de la Statistique, il est séparé du golfe de Fos, par une bande de sable de 4 mètres d'élévation au-dessus du niveau de la mer et de moins de 1 000 mètres de large, entre le rivage et Engrenier. Cette séparation varie en fonction du niveau des étangs et pose le problème de communication avec la mer.
Il est orienté nord-sud, coincé entre deux hauteurs, (65 m à l'Est, 49 m à l'ouest). Le plan d'Aren, actuellement en partie émergé, peut mesurer jusqu'à 600 m de large. La longueur de l'étang est alors à 1,5 km (maximum 2 km) pour une largeur constante de 700 m. Delebecque lui donne une superficie de 100 ha, alors que dans la Statistique de 1821 il atteignait 120 ha.
Le niveau de 1821 aurait été à -8,76 m, sans doute pour la surface. Delebecque le donnait en 1896 à - 11,70 m avec une profondeur de 3,5 m.

### Hydrographie
- 1821, à la veille de Noël, un raz-de-marée qui dura cinq jours précipita les eaux de la Méditerranée dans l'étang d'Engrenier et de Lavalduc ;
- 1790, tunnel apportant les eaux de l'étang du Pourra, que certains disent être d'époque romaine ;
- sous Napoléon III, canal creusé au sud de l'étang pour faire des apports d'eau de mer afin d'augmenter la salinité pour l'usine chimique que Chaptal a fondée sous Napoléon Ier.

### Salinité
Sous le premier empire, le taux de salinité était corrigé par des apports d'eau de mer grâce à un canal creusé au sud de l'étang.
La salinité des eaux de l'étang était de 15 % en 1821 et 1896, soit inférieure à celle de Lavalduc, le rédacteur de la Statistique dit que cela provient de l'introduction des eaux de l'étang du Pourra, par le tunnel qui les relie. Le 22 mars 1984, la salinité était de 380 g/l, c'est-à-dire à 100 % de saturation. La couleur cuivrée des eaux en est la conséquence. Toute vie a pratiquement disparu de cet étang. Les flamants roses restent pourtant là à passer des heures immobiles au niveau de plan d'Aren, côté Lavalduc. Les saumures injectées dans cet étang et celui de Lavalduc, sont issues du lessivage des couches de sel gemme de Manosque et acheminées par saumoduc (pour le stockage d’hydrocarbures par Géosel). Les trois millions de m³ de saumures formés sont emmagasinés dans les étangs, transportés par saumoduc.

### Climat
Dans la zone des étangs de l'intérieur, dite aussi zone des étangs de Saint-Blaise, le climat est celui du climat des Bouches-du-Rhône, c'est-à-dire un climat méditerranéen. Les précipitations sont en moyenne de 500 mm d'eau par an, avec des pluies violentes au printemps et à l'automne. L'été est très chaud et l'hiver est doux. Le mistral souffle près de cent jours par an, parfois avec violence, dépassant les 100 km/h. 

## Occupation humaine de l'étang

### De l'Antiquité auXIXesiècle
Bernard Bouloumié a découvert au-dessus des ruines de l'usine chimique de plan d'Aren, à peu près à la cote 0, de la céramique protohistorique dans une couche certainement en place. Sur la zone d'épandage, il a découvert également plusieurs fragments de Bucchero nero, en prospection (1986) et a observé deux fosses de section quadrangulaire, espacées de 1,75 m, recouvertes de 0,60 m de colluvions ; la fosse occidentale mesure 0,60 m de large et 0,80 m de profondeur. L'orientale mesure 1,30 m pour 0,70 m de profondeur. Elles sont creusées dans une couche d'argile brun foncé hydromorphe à pseudomycélium épaisse de 0,60 m. La couche inférieure d'argile jaune de décomposition du sustratum bégudien a été elle aussi entaillée. On peut voir dans ces fosses des drains, destinés à assainir la bordure marécageuse de l'étang. La présence de céramiques sigillées dites campaniennes à l'intérieur ne signifie pas pour autant qu'elles soient antiques; fosses de récupération d'argile? sépultures?
En contrebas de la route de l'OTAN, au sud-ouest de l'étang d'Engrenier, une vaste zone d'épandage d'époque romaine (24 ha) a été identifiée. Il est fort possible qu'une partie du mobilier provienne du site de Valentoulin à Port-de-Bouc et qu'il ait été dispersé par un haut niveau de l'étang. Cela expliquerait que ce matériel soit érodé et parfois même roulé.
Ont été recueillis en surface des tessons de céramique sigillée du sud de la Gaule, sigillée claire africaine, céramique commune fine gauloise modelée, d'amphores italiques, d'amphores gauloises, africaines et de Dolium qui donnent une datation de la fin du Ier siècle av. J.-C. et le IIe siècle. (prospection de N. Noye et J-Ph. Lagrue, Inventaire 1988a, et Fr. Trément, Inventaire 1994).
Durant les XIIIe siècle et XIVe siècle, le roi de Sicile a joué un rôle important en Provence. Il est le propriétaire des salins de l'étang de Lavalduc et de l'étang d'Engrenier, les salines d'Orgon construites par la commune des Saintes-Maries-de-la-Mer

### AuxXIXeetXXesiècles
Une usine chimique, équipée de pompes à feu, est installée à plan d'Aren par Chaptal, sous le Premier Empire, qui exploitait les salines disposées sur l'isthme.
Le 12 mars 2007, un problème d'étanchéité sur une tête de puits a conduit à l'envoi de fioul sur une cuvette de rétention. Des hydrocarbures ont été entraînés dans la saumure de lessivage et expédiés dans les étangs de Lavalduc et d'Engrenier.

## Flore et faune de l'étang

### Flore
Les garrigues à dominante tantôt argileuse, tantôt sablonneuse, permettent le développement d'Hélianthème, à feuille de Marum, principalement le long des pistes, et parfois accompagné de Liseron rayé et par endroits très localisé : les sables de Saint-Blaise, par le Myosotis ténu.
En direction de l'étang de l'Estomac furent remarqués quelques pieds de la Gagée de Mauritanie. Le territoire classé en zone ZNIEFF, comporte la ripisylve à Peuplier. Le premier inventaire signalait quelques échantillons de Myrte. En fonction de la salinité des étangs se développent de nombreuses variétés, dont l'existence et le développement sont également liées aux différents rythmes d'inondation et d'exondation. Dans les endroits dessalés et d'exondation rapide, se développe la Bugrane sans épine, qui arrive à pénétrer dans les zones de la garrigue à romarin lorsqu'il y des années humides. Dans les parties inondées sur le pourtour de l'étang, voient le développement de Crypsis aculeata ou à Salicornes. Les sansouires ou les saladelles occupent les parties les plus sèches et les plus salées

### Faune
Cette zone renferme trente trois espèces d'intérêt patrimonial dont sept sont déterminantes. L'ensemble des étangs de l'ouest de l'étang de Berre est d'un grand intérêt pour l'avifaune aquatique et paludicole qu'elle soit nicheuse, hivernante ou migratrice de passage. Parmi les différentes espèces, on trouve : Canard chipeau, Canard colvert, Grèbe à cou noir, Tadorne de Belon, Grèbe huppé, Avocette élégante, Échasse blanche, Busard des roseaux, Blongios nain, Flamant rose, Fuligule milouin, Fuligule morillon, Rollier d'Europe, Coucou geai, Butor étoilé, Lézard ocellé, Pélobate cultripède, Agrion de Mercure, Aigrette garzette, Choucas des tours, Corneille noire, Goéland leucophée, Pie bavarde, Pigeon ramier.
Zone de migration et d'hivernage très favorable pour : Grèbe, Anatidé, Laro-Limicole.
Dans la partie surplombant l'étang, milieu boisé du plateau recouvert par la forêt de Castillon nous trouvons: Circaète Jean-le-Blanc, Grand-duc d'Europe, Petit-duc scops, Chevêche d'Athéna, Rollier d'Europe, Coucou geai, Œdicnème criard, Milan noir.

## Protections administratives
- classé en zone de protection spéciale (ZPS)3 réseau Natura 2000 ;
- classé en zone importante pour la conservation des oiseaux ZICO 3 PAC-15 ;
- classé en ZNIEFF (zones naturelles d'intérêt écologique, faunistique et floristique) code : 13-109-100 ;
- réseau Natura 2000.